# Юлиян Спасов
Юлиян Асенов Спасов (на португалски: Yulian Spassov) е български футболист, полузащитник. По време на кариерата си играе за Локомотив (София), Черно море (Варна), Спартак (Варна), както и португалските Пасош де Ферейра и Луситания.

## Биография
Юноша на Академик (Сф), Играе за двата варненски отбора Черно море и Спартак, носител на призът Футболист на Варна през 1987 година. През сезон 1989/90 подписва с португалския Пасош де Ферейра, където играе 8 години.
Работи като старши терньор на Шабла, а по-късно е терньор в ДЮШ на Царско село.
През 2023 г. започва работа в школата за футболни таланти на Пламен Казаков ФК Виктори във Варна.
По-малък брат е на Никола Спасов.